# Fama
Fama là một đô thị thuộc bang Minas Gerais, Brasil. Đô thị này có diện tích 86,132 km², dân số năm 2007 là 2219 người, mật độ 29,4 người/km².